# Benson Anang
Benson Anang (ur. 1 maja 2000) – ghański piłkarz występujący na pozycji prawego obrońcy w słowackim klubie MŠK Žilina oraz reprezentacji Ghany.